# 1915 dans les chemins de fer
chronologie des chemins de fer
1914 dans les chemins de fer - 1915 - 1916 dans les chemins de fer

## Évènements

### Mai
- 16 mai, France-Suisse : ouverture du Tunnel du Mont-d'Or qui raccourcit de 17 km le trajet Vallorbe-Paris sur la  ligne Dijon - Vallorbe.
- 25 mai, France : fermeture du Funiculaire de Bonsecours dans le département de Seine-Maritime (Seine-Inférieure).

### Octobre
- 15 octobre, France : ouverture totale de la Ligne de Miramas à l'Estaque (PLM).